# چچم (سرده)
چچم، تلخه (انگلیسی: Lolium) نام یک سرده از خانواده گندمیان است. گیاهان این سرده کاربرد علوفه‌ای دارند.